# Гілберт Мелендес
Гі́лберт Меле́ндес (англ. Gilbert Melendez; *12 квітня 1982, Санта-Ана, Каліфорнія, США) — американський спортсмен мексиканського походження, спеціаліст зі змішаних бойових мистецтв (англ. MMA). Чемпіон світу зі змішаних бойових мистецтв у легкій ваговій категорії за версією WEC (2004 рік). Дворазовий чемпіон світу зі змішаних бойових мистецтв у легкій ваговій категорії за версією Strikeforce (2006 – 2008, 2009 – 2013 роки).

## Кар'єра в змішаних бойових мистецтвах
Гілберт Мелендес почав кар'єру в змішаних єдиноборствах у 2002 році, виступаючи за команду Цезаря Ґрейсі «Gracie Fighter» на турнірах чемпіонату WEC. Опозиція WEC того часу дозволила Мелендесу швидко заволодіти чемпіонським поясом. З 2004 року він виступає на двох континентах, змагаючись за першість у японських MMA-організаціях PRIDE і Shooto, а також в американській лізі Strikeforce, чемпіоном якої стає у 2006 році, здолавши першого володаря поясу цієї організації — Клея Ґвіду. У 2005 році, напередодні угоди зі Strikeforce, Мелендес спробував сили у греплінгу на чемпіонаті світу за версією ADCC, де програє, дійшовши до чвертьфіналу турніру.
У 2007 році, виступаючи в новорічну ніч на турнірі «Yarennoka!» проти японського борця Міцухіро Ісіди, Мелендес вперше зазнає поразки. У цьому поєдинку судді віддали перевагу його опоненту. За півроку він програє вдруге: судді 12 турніру Strikeforce віддали перевагу чемпіону США зі змішаних єдиноборств Джошу Томсону, проти якого захищав свій титул Мелендес. Гілберт фокусується на реванші. В квітні 2009 року він відправляє в нокаут Родрігу Дамма і стає тимчасовим чемпіоном (діючий чемпіон Томсон не захищав свій титул через травму). За чотири місяці Мелендес долає нокаутом Міцухіро Ісіду, здобуваючи перший реванш, а ще за чотири місяці повертає собі титул виключного чемпіона світу — у п'ятираундовій війні із Джошом Томсоном.
Реваншувавши таким чином обидві поразки, Гілберт Мелендес закріплює успіх захистом свого титулу проти азійської суперзірки Сіньї Аокі. Принциповий з точки зору американо-японського спортивного протистояння бій проходить під повним контролем Мелендеса. Талановитий японський греплер робить вісімнадцять проходів в ноги діючому чемпіону, але Гілберт рішуче відсікає всі наступи. Аокі двічі знаходиться на межі нокауту: першого разу його спасає втручання рефері, а вдруге — гонг. Судді віддають Мелендесу всі п'ять раундів поєдинку і ця перемога виводить його на верхівку світових рейтингів легковаговиків.
Через рік Мелендес ще раз успішно захищає титул, цього разу проти вже знайомого суперника — Тацуї Кавадзірі. Перший бій між ним пройшов ще за часів чемпіонату PRIDE, і завершився рішенням суддів. Цього разу Мелендес відстоював титул «на своїй землі», в Каліфорнії, і йому знадобилось лише три хвилини, щоб двічі відправити Кавадзірі в нокдаун і добити ліктями в паретрі. Цього ж року Гілберт втретє захищає титул у напруженому бою з ударником кубинського походження Хорхе Масвідалєм, перемога над яким далась Мелендесу за рішенням суддів.
У травні 2012 року на титул Мелендеса претендував давній суперник Джош Томпсон. На момент зустрічі обидва бійці мали в активі по перемозі один над одним, і третій бій мав визначити остаточну першість між ними. Натомість, поєдинок завершився спірним роздільним рішенням суддів, завдяки якому Мелендес зберіг титул. Після бою глядачі активно висловлювали своє невдоволення вердиктом суддів.
У 2013 році відбувся довгоочікуваний дебют Гілберта Мелендеса в чемпіонаті UFC. Мелендес одразу вийшов на титульний бій проти чемпіона Бена Хендерсона. У рівному поєдинку Мелендес дещо поступився Хендерсону у кількості нанесених ударів, і судді винесли роздільний вердикт на користь діючого володаря титулу. У наступному поєдинку Мелендес виступив проти переможця «Абсолютного бійця» Дієґо Санчеса, бій з яким виграв за очками. Бій, насичений ударними розмінами, спробами підкорення, нокдаунами, пройшов під переважним контролем Мелендеса, але у третьому раунді Санчес зміг відправити Гілберта у нокдаун. Спортсмени були нагороджені премією «Бій вечора», а спортивні аналітики відзначили їх протистояння як кандидати на премію «Бій року».

## Статистика в змішаних бойових мистецтвах
| Результат | Противник        | Спосіб                            | Раунд | Час  | Дата              | Місце              | Подія                                | Примітки                                                        |
| --------- | ---------------- | --------------------------------- | ----- | ---- | ----------------- | ------------------ | ------------------------------------ | --------------------------------------------------------------- |
| Перемога  | Дієґо Санчес     | Рішення суддів (одностайне)       | 3     | 5:00 | 19 жовтня 2013    | Х'юстон, США       | «UFC 166»                            | Нагороджений премією «Бій вечора».                              |
| Поразка   | Бен Хендерсон    | Рішення суддів (роздільне)        | 5     | 5:00 | 20 квітня 2013    | Сан-Хосе, США      | «UFC on Fox 7»                       | Бій за титул чемпіона у легкій ваговій категорії.               |
| Перемога  | Джош Томсон      | Рішення суддів (роздільне)        | 5     | 5:00 | 19 травня 2012    | Сан-Хосе, США      | «Strikeforce: Barnett vs. Cormier»   | Захистив титул чемпіона у легкій ваговій категорії.             |
| Перемога  | Хорхе Масвідаль  | Рішення суддів (одностайне)       | 5     | 5:00 | 17 грудня 2011    | Сан-Дієго, США     | «Strikeforce: Melendez vs. Masvidal» | Захистив титул чемпіона у легкій ваговій категорії.             |
| Перемога  | Тацуя Кавадзірі  | Технічний нокаут (удари ліктями)  | 1     | 3:14 | 9 квітня 2011     | Сан-Дієго, США     | «Strikeforce: Diaz vs. Daley»        | Захистив титул чемпіона у легкій ваговій категорії.             |
| Перемога  | Сінья Аокі       | Рішення суддів (одностайне)       | 5     | 5:00 | 17 квітня 2010    | Нешвілл, США       | «Strikeforce: Nashville»             | Захистив титул чемпіона у легкій ваговій категорії.             |
| Перемога  | Джош Томсон      | Рішення суддів (одностайне)       | 5     | 5:00 | 19 грудня 2009    | Сан-Хосе, США      | «Strikeforce: Evolution»             | Виграв титул чемпіона у легкій ваговій категорії.               |
| Перемога  | Міцухіро Ісіда   | Технічний нокаут (удари кулаками) | 3     | 3:56 | 15 серпня 2009    | Сан-Хосе, США      | «Strikeforce: Carano vs. Cyborg»     | Захистив титул тимчасового чемпіона у легкій ваговій категорії. |
| Перемога  | Родрігу Дамм     | Нокаут (удари кулаками)           | 2     | 2:02 | 11 квітня 2009    | Сан-Хосе, США      | «Strikeforce: Shamrock vs. Diaz»     | Виграв титул тимчасового чемпіона у легкій ваговій категорії.   |
| Поразка   | Джош Томсон      | Рішення суддів (одностайне)       | 5     | 5:00 | 27 червня 2008    | Сан-Хосе, США      | «Strikeforce: Melendez vs. Thomson»  | Втратив титул чемпіона у легкій ваговій категорії.              |
| Перемога  | Гейб Лемлі       | Технічний нокаут (удари кулаками) | 2     | 2:18 | 29 березня 2008   | Сан-Хосе, США      | «Strikeforce: Shamrock vs. Le»       | Захистив титул тимчасового чемпіона у легкій ваговій категорії. |
| Поразка   | Міцухіро Ісіда   | Рішення суддів (одностайне)       | 2     | 5:00 | 31 грудня 2007    | Сайтама, Японія    | «Yarennoka: New Year's Eve 2007»     |                                                                 |
| Перемога  | Тецуї Като       | Рішення суддів (одностайне)       | 3     | 5:00 | 29 вересня 2007   | Беверлі-Хіллз, США | «Strikeforce: Playboy Mansion»       |                                                                 |
| Перемога  | Тацуя Кавадзірі  | Рішення суддів (одностайне)       | 2     | 5:00 | 31 грудня 2006    | Сайтама, Японія    | «Pride Shockwave 2006»               |                                                                 |
| Перемога  | Нобухіро Обія    | Рішення суддів (одностайне)       | 2     | 5:00 | 26 серпня 2006    | Наґоя, Японія      | «Pride Bushido 12»                   |                                                                 |
| Перемога  | Клей Ґвіда       | Рішення суддів (роздільне)        | 5     | 5:00 | 9 червня 2006     | Сан-Хосе, США      | «Strikeforce: Revenge»               | Вигав титул чемпіона у легкій ваговій категорії.                |
| Перемога  | Харріс Сарміенто | Підкорення (удари кулаками)       | 2     | 0:44 | 10 березня 2006   | Сан-Хосе, США      | «Strikeforce: Shamrock vs. Gracie»   |                                                                 |
| Перемога  | Руміна Сато      | Технічний нокаут (розсічення)     | 1     | 1:32 | 20 серпня 2005    | Йокогама, Японія   | «Shooto: Alive Road»                 |                                                                 |
| Перемога  | Наоя Уемацу      | Технічний нокаут (розсічення)     | 2     | 4:30 | 20 серпня 2005    | Лемур, США         | «Shooto 2005: 5/4 in Korakuen Hall»  |                                                                 |
| Перемога  | Хіроюкі Такая    | Рішення суддів (одностайне)       | 3     | 5:00 | 14 грудня 2004    | Токіо, Японія      | «Shooto 2004: Year-End Show»         |                                                                 |
| Перемога  | Кейнен Каку      | Технічний нокаут (удари кулаками) | 2     | 3:58 | 20 листопада 2004 | Гонолулу, США      | «K-1: Rumble on the Rock 2004»       |                                                                 |
| Перемога  | Олаф Альфонсо    | Технічний нокаут (удари кулаками) | 3     | 4:54 | 21 травня 2004    | Лемур, США         | «WEC 10»                             | Вигав титул чемпіона у легкій ваговій категорії.                |
| Перемога  | Стівен Пеллінг   | Технічний нокаут (удари кулаками) | 2     | 5:59 | 10 жовтня 2003    | Гонолулу, США      | «Rumble on the Rock 4»               |                                                                 |
| Перемога  | Джефф Хоуленд    | Технічний нокаут (удари кулаками) | 2     | 2:05 | 27 березня 2003   | Лемур, США         | «WEC 6»                              |                                                                 |
| Перемога  | Грег К'юен       | Технічний нокаут (удари кулаками) | 1     | 4:37 | 18 жовтня 2002    | Лемур, США         | «WEC 5»                              |                                                                 |